# Styczeń 2019

## 31 stycznia
- Parlament Europejski uznał w głosowaniu Juana Guaidó za tymczasowego prezydenta Wenezueli. Eurodeputowani wezwali do tego samego kroku wysoką przedstawicielkę do spraw zagranicznych i polityki bezpieczeństwa Federicę Mogherini i kraje członkowskie. Rezolucję poparło 439 posłów, przy 104 przeciw i 88 wstrzymujących się[1][2].

## 27 stycznia
- 20 osób zginęło a ponad 100 zostało rannych w zamachu bombowym na katolicką katedrę w Jolo na Filipinach. Jedna z dwóch bomb została zdetonowana o 8:45 w trakcie nabożeństwa, druga wybuchła na parkingu przed katedrą. Większość ofiar to cywile[3][4].
- Msza odprawiona pod przewodnictwem papieża Franciszka, w której uczestniczyło ok. 700 tys. osób, zakończyła 34. Światowe Dni Młodzieży, odbywające się w Panamie[5].
- 15 osób zginęło w Peru, gdy dach i ściana hotelu runęły na uczestników zabawy weselnej odbywającej się wewnątrz[6].

## 26 stycznia
- Wychowana w USA córka Japonki i Haitańczyka Naomi Ōsaka zwyciężyła w turnieju wielkoszlemowym gry pojedynczej kobiet Australian Open, w finałowym pojedynku pokonując Czeszkę Petrą Kvitovą 7:6(2), 5:7, 6:4[7].

## 25 stycznia
- Co najmniej 26 osób zginęło w Wenezueli, w trwających od kilku dni protestach przeciwko prezydentowi Nicolasowi Maduro oraz rządowi[8].
- Zakończyło się najdłuższe w historii Stanów Zjednoczonych częściowe zawieszenie działania administracji federalnej (tzw. government shutdown). Prezydent Donald Trump zawarł porozumienie z kongresem i podpisał wspartą przez Izbę Reprezentantów i Senat ustawę zapewniającą finansowanie rządu federalnego do 15 lutego[9]. Wcześniej tego samego dnia m.in. ograniczono loty na lotnisko Nowy Jork-LaGuardia z powodu braku personelu[10][11].
- W wyniku pęknięcia tamy w Brumadinho w Brazylii zginęło co najmniej 40 osób[12].

## 24 stycznia
- Félix Tshisekedi został zaprzysiężony na prezydenta Demokratycznej Republiki Konga[13].

## 23 stycznia
- Arturs Krišjānis Kariņš został nowym premierem Łotwy[14].

## 21 stycznia
- Co najmniej 27 osób zginęło w wypadku drogowym w pobliżu miasta Lasbela w pakistańskiej południowo-zachodniej prowincji Beludżystan, gdy autobus zderzył się z cysterną przewożącą paliwo i oba pojazdy stanęły w płomieniach[15].

## 18 stycznia
- 107 osób zginęło w wybuchu rurociągu z paliwem w mieście Tlahuelilpan w stanie Hidalgo, w środkowym Meksyku. Ofiarami są głównie lokalni mieszkańcy, którzy próbowali pobierać paliwo wyciekające z rurociągu uszkodzonego przez złodziei ropy[16][17].

## 15 stycznia
- Izba Gmin odrzuciła porozumienie zawarte przez rząd Theresy May z Unią Europejską w sprawie Brexitu. Przeciw rządowi opowiedziało się 432 deputowanych (w tym 118 Torysów) przy 202 głosach poparcia. Była to najwyższa porażka urzędującego premiera w historii brytyjskiego parlamentaryzmu[18].
- Zmarł Wiesław Zdort – operator filmowy, autor zdjęć m.in. do filmów „Sól ziemi czarnej”, „Paciorki jednego różańca”[19].

## 14 stycznia
- Prezydent Gdańska Paweł Adamowicz zmarł w wyniku obrażeń, których doznał w zamachu dzień wcześniej[20].
- Zmarł Mieczysław Tomaszewski – muzykolog, profesor i doktor honoris causa Akademii Muzycznej w Krakowie, kawaler Orderu Orła Białego[21].
- 15 osób z 16 obecnych na pokładzie zginęło na północy Iranu, niedaleko miasta Karadż, w katastrofie samolotu transportowego Boeing 707 należącego do irańskiej armii[22].
- Rozpoczęły się rozgrywki części głównej turnieju tenisowego Australian Open[23][24].

## 13 stycznia
- Podczas XXVII finału Wielkiej Orkiestry Świątecznej Pomocy w Gdańsku nożownik ciężko ranił prezydenta Gdańska Pawła Adamowicza[25].

## 12 stycznia
- Co najmniej 21 górników zginęło w rezultacie zawalenia się chodników w kopalni węgla w północnych Chinach[26].

## 10 stycznia
- Nicolás Maduro został zaprzysiężony na drugą kadencję prezydenta Wenezueli. Uroczystość zbojkotowały m.in. Unia Europejska i USA[27].

## 8 stycznia
- Przywódca Korei Północnej Kim Dzong Un w dniu swoich 35. urodzin przybył z małżonką Ri Sŏl Ju do Pekinu z wizytą oficjalną na zaproszenie Xi Jinpinga. Podróż odbyła się wagonem pancernym. Było to czwarte spotkanie tych przywódców w ciągu 10 miesięcy[28][29][30].
- Prezydent Stanów Zjednoczonych Donald Trump wygłosił orędzie z Gabinetu owalnego, jego pierwsze transmitowane na żywo przez amerykańskie stacje telewizyjne. Przemówienie wygłoszone w trakcie tzw. zamknięcia rządu (ang. government shutdown) dotyczyło imigracji oraz tzw. muru Trumpa – postulowanej przez Trumpa bariery granicznej między USA a Meksykiem[31][32].

## 7 stycznia
- W Gabonie doszło do nieudanej próby przewrotu wojskowego. Samozwańczy przywódca puczu porucznik Kelly Ondo Obiang, który odczytał w poniedziałek rano w państwowym radiu oświadczenie jako lider „Patriotycznego Ruchu Sił Obrony i Bezpieczeństwa Gabonu”, został aresztowany wraz z czterema innymi oskarżanymi o przywództwo puczu. Prezydent Ali Bongo Ondimba przebywał na leczeniu w Maroku[33].

## 6 stycznia
- Patriarcha Konstantynopola Bartłomiej przekazał metropolicie kijowskiemu Epifaniuszowi tomos stwierdzający autokefalię Ukraińskiego Kościoła Prawosławnego. Do ceremonii kończącej proces uznania niezależnego kościoła prawosławnego na Ukrainie doszło w katedrze św. Jerzego w wigilię prawosławnego Bożego Narodzenia[34][35].
- Abdykował król Malezji Muhammad V Faris Petra, sułtan stanu Kelantan. Był to pierwszy taki przypadek w historii kraju[36][37].
- Co najmniej 30 nielegalnych kopaczy zginęło w afgańskiej kopalni złota w prowincji Badachszan. Zawalił się wykopany przez nich tunel do nielegalnego wydobywania kruszcu[38].
- Japończyk Ryōyū Kobayashi zwyciężył w 67. Turnieju Czterech Skoczni, jako trzeci w historii wygrywając wszystkie cztery konkursy cyklu[39].
- Zwycięstwami norweskiej pary: Ingvild Flugstad Østberg oraz Johannesa Høsflota Klæbo zakończyła się 13. edycja zawodów w biegach narciarskich Tour de Ski[40].

## 5 stycznia
- Patriarcha Konstantynopola Bartłomiej podpisał w katedrze św. Jerzego tomos stwierdzający autokefalię Kościoła Prawosławnego Ukrainy powstałego w wyniku soboru zjednoczeniowego 15 grudnia 2018. Akt podpisania poprzedziła msza celebrowana przez głowę Ukraińskiego Kościoła Prawosławnego Epifaniusza, w obecności delegacji z urzędującym prezydentem Ukrainy Petrem Poroszenką, przewodniczącym parlamentu Andrijem Parubijem i przy obecności byłego prezydenta Wiktora Juszczenki[34][35].
- W finale tenisowego Pucharu Hopmana 2019, nieoficjalnych mistrzostw świata par mieszanych, Szwajcarzy Belinda Bencic i Roger Federer pokonali wynikiem 2:1 Niemców Angelique Kerber i Alexander Zverev, broniąc tytułu sprzed roku[41].

## 4 stycznia
- W Internecie ujawniono prywatne dane dotyczące setek niemieckich polityków. Atak miał dotknąć polityków wszystkich partii reprezentowanych w Bundestagu oprócz narodowo-konserwatywnej Alternatywy dla Niemiec[42][43].
- Pożar w escape roomie w Koszalinie.

## 3 stycznia
- Rozpoczęła się pierwsza powyborcza sesja 116. kongresu USA. Opanowana przez Demokratów Izba Reprezentantów Stanów Zjednoczonych wybrała nowego przewodniczącego – spikerką Izby została Nancy Pelosi z Kalifornii, która pełniła tę funkcję w latach 2007-2011. Pelosi była jedyną kobietą pełniącą tę funkcję i był to pierwszy powrót na stanowisko spikera od 1955 roku (Sama Rayburna)[44][45].
- Sonda Chińskiej Narodowej Agencji Kosmicznej Chang’e 4 wylądowała po odległej stronie ziemskiego księżyca. Była to pierwsza taka próba w historii[46].

## 2 stycznia
- 8 osób zginęło w katastrofie kolejowej na moście Storebæltsbroen w Danii[47].

## 1 stycznia
- W noc sylwestrową we Francji zostało podpalonych 1300 samochodów[48].
- W wyniku braku możliwości spłacania swoich zobowiązań gmina Ostrowice została zniesiona[49].
- 10 miejscowości w Polsce otrzymało prawa miejskie: Koszyce, Lubowidz, Nowa Słupia, Nowy Korczyn, Oleśnica, Opatowiec, Pacanów, Pierzchnica, Szydłów oraz Wielbark[50][51].
- Ueli Maurer objął urząd prezydenta Szwajcarii[52][53]